# Viriato da Cruz
 Viriato Clemente da Cruz  (Porto Amboim, Angola, 1928 - Pekín, China, 13 de junio de 1973) fue un poeta y político angoleño. 
Es considerado uno de los poetas más importantes de su época de Angola. Como político, participó en la lucha para liberar Angola de los portugueses. 

## Trayectoria política
Recibió su educación en Luanda, la capital de Angola, que entonces era parte de Portugal. 
Siendo un joven, en 1957 viaja a París, donde conoció a Mario Pinto de Andrade, otro poeta angoleño y político, que lo influenció con ideas políticas. En la década de 1960 ellos ayudaron a crear el Movimiento popular para la liberación de Angola, MPLA. 
El MPLA no estaba basado en Angola en ese tiempo, inicialmente estaba en Conakri (la capital de Guinea) y luego estuvo en Leopoldville, Congo (ahora Kinshasa capital de la República Democrática del Congo). Viriato da Cruz se convirtió en secretario general del MPLA. 
Más tarde existieron ciertas diferencias de opinión en el grupo que dieron lugar a peleas en las calles de Leopoldville.[cita requerida]

## Exilio en China
Debido a las peleas internas del MPLA, en la década de 1960 se exilió en Pekín. Al principio, el Gobierno de la República Popular China le dio una cálida bienvenida, ya que era conocido por haber pertenecido al grupo que creó el MPLA. El objetivo del Gobierno chino era que Viriato da Cruz les ayudara a llevar el maoísmo a África. 
Esto fue el origen de un gran problema para Viriato y su familia, porque sus ideas no eran maoístas. Él pensaba que no era apropiado que naciones poderosas exportasen la revolución socialista a otros lugares y se mantuvo en sus ideas, aunque su posición se oponía a la concepción maoísta de una revolución mundial. 
Viriato da Cruz deseaba salir de China y volver a África, pero el Gobierno chino no se lo permitía, ya que si regresaba a África podía complicar sus planes.

## Últimos años
Los últimos años de su vida fueron infelices y difíciles. Murió en Pekín el 13 de junio de 1973.

## Obra
Entre estos poemas más famosos se encuentran "Namoro", "Sô Santo" y "Makézu'.